# Херман Геринг
Херман Вилхелм Геринг (Розенхајм, 12. јануар 1893 — Нирнберг, 15. октобар 1946) је био немачки политичар, пилот, војни заповједник и високи функционер НСДАП-а. Геринг је био заповедник немачког Луфтвафеа, отац Гестапа и Хитлеров изабрани наследник у чину рајхсмаршала. Био је истакнути војни пилот у Првом светском рату с 22 срушена авиона, а награђен је и Орденом за заслуге. Уједно је био и последњи заповедник ескадриле Летећи циркус, коју је пре њега водио славни Манфред фон Рихтхофен.
По завршетку Другог светског рата осуђен је за ратне злочине и злочине против човечности на Нирнбершком процесу. Осуђен је на смрт вешањем, али починио је самоубиство попивши таблету цијанида ноћ пре вешања.

## Биографија

### Детињство и младост
Рођен је у Розенхајму у немачкој покрајини Баварској 12. јануара 1893. Рођен је у војној породици, отац му је био официр, па је и он похађао војну академију у берлинској четврти Лихтерфелде. Дипломирао је 1911. године са одличним успехом, те постао члан пруског кадетског корпуса. Придружио се немачкој војсци.

### Први светски рат
Почетак Првог светског рата Херман Геринг је дочекао као официр у 112. Баденском пешадијском пуку. Нарочито се истакао у почетним борбеним дејствима пука, за шта је одликован Гвозденим крстом II класе, али је убрзо био хоспитализован због хроничног артритиса у колену. После лечења од артритиса, у Фрајбургу се упознао са Бруном Лоерцером и заједно са њим је прошао пилотску обуку. По завршетку обуке распоређени су у извиђачку ескадрилу и летели су као једна посада, Лоерцер као пилот, а Геринг као извиђач.
Своју прву ваздушну победу Геринг је постигао 16. новембра 1915. године. 2. новембра 1916. године рањен је у кук током напада на британске бомбардере. Након опоравка распоређен је у Јасту 26 којом је командовао Бруно Лоерцер. 17. маја 1917. године преузима команду над Јастом 26. Као пилот није био само успешан, био је прави ваздухопловни ас, чак су га својевремено називали наследником легендарног барона фон Рихтхофена. 2. јуна 1918. године, немачки цар Вилхелм одликовао га је орденом за заслуге Плави Макс, за 18 признатих ваздушних победа. Након смрти Манфреда фон Рихтхофена и касније Вилхелма Рајнхарда, Геринг добија команду над чувеном ловачком ескадрилом Jagdgeschwader 1 познатијом по надимку "Летећи циркус". До краја рате Херман Геринг постигао је укупно 22 признате ваздушне победе. Забележен је случај да је Геринг под притиском тешке ситуације у којој се ескадрила налазила пред крај рата, одобрио себи одсуство од десет дана и отишао у Берлин препустивши командовање ескадрилом Лотару фон Рихтхофену, брату Манфреда фон Рихтхофена.
Његова пилотска каријера била је беспрекорна, а у ваздуху се понашао као прави витез. Према речима једног данског пилота којем се за вријеме ваздушне битке био заглавио митраљез, Геринг, видевши то, није га хтео оборити, већ му је само салутирао и одлетео. Војнички карактер и часно понашање које је Геринг испољио током Првог светског рата нестаће за време његовог службовања Трећем рајху, где ће, обављајући дужност заповедника немачког ратног ваздухопловства, починити велика недела.

### Између два светска рата
Одредбама Версајског мировног споразума Немачкој је забрањено да има војну авијацију. Геринг одлази у Шведску где се неко време бави акробатским летењем и падобранством, а затим постаје пилот ваздушног таксија. За време боравка у Шведској заљубљује се у Карин фон Кантцов, ћерку шведског официра. Иако удата, Карин напушта супруга и сина и одлази заједно са Герингом за Немачку, где су се венчали 1922. године.
Сада већ капетан у пензији, Геринг се враћа у Минхен, у којем је током студија историје и економије ишао на предавања из политичких наука и тамо пао под утицај професора геополитике Карла Хаусхофера. Онде је први пут чуо и Хитлера како говори. Хитлер је, у то време неуморно држао говоре где год је стигао и могао по Минхену. Геринг ће и сам касније изјавити да је био благо речено задивљен Хитлеровим говорима. „Била је то политичка љубав на први поглед“. Тим је речима изразио дивљење свом будућем вођи.
Врло брзо придружио се НСДАП-у, било је то 1923, а Хитлер му је, препознавши у њему способног човека, којег је при томе и красио углед ратног хероја, препустио вођење СА-ом. Заједно са Хитлером и осталим тадашњим вођама НСДАП-а учествовао је 9. новембра 1923. године у неуспелом Минхенском пучу. Хитлер и неколицина најистакнутијих одмах су завршили у затвору, а Геринг, који је током пуча тешко рањен у кук, побегао са супругом у Аустрију, где је током лекарске интервенције у инсбрушкој болници по први пут примио морфијум од којег ће бити зависан до краја живота. По Хитлеровом налогу, из Аустрије одлази у Италију како би од Мусолинија затражио финансијску помоћ неопходну за опстанак нацистичког покрета, али је Мусолини одбио да га прими. Након неуспеле мисије у Италији, вратио се са супругом у Шведску у којој је провео следеће 4 године, а вратио се у Немачку тек када му је канцелар Рајха Паул фон Хинденбург 1927. одобрио амнестију. Услед стицаја околности Хитлер ће 1933. преузети место немачког канцелара, а тада почиње и Герингов узлет.
Као изабрани председник Рајхстага Геринг је искористио свој политички и економски утицај да омогући избор Хитлера за канцелара. Након преузимања функције канцелара Хитлер га именује министром без портфеља и државним повереником за авијацију, као и привременим пруским министром унутрашњих послова што је омогућило Герингу да почне свој сурови окршај с политичким неистомишљеницима. Повод за почетак обрачуна било је паљење Рајхстага 27. фебруара 1933. године, за шта је Геринг оптужио комунисте. На удару су првенствено били чланови левих странака, посебно Комунистичке партије који су тих дана били немилосрдно прогањани, хапшени и убијани. Поред комуниста, жртве прогона били су и други политички противници, Јеховини сведоци и хомосексуалци. По Геринговом налогу у Оранијенбургу и Папенбургу се оснивају први поправни домови названи логорима за преваспитавање. Мање од шест месеци након Хитлеровог доласка на власт, у различитим затворима и логорима налазило се преко 27.000 политичких затвореника који су били ухапшени након паљења Рајхстага. Придружио се и врху СС-а и заједно са Хајнрихом Химлером постављао темеље идејама о будућим концентрационим логорима.
Хитлерову наклоност, овај је частохлепни и болесно амбициозни човек, задобио учествовањем и у Ноћи дугих ножева када је, у обрачуну са челништвом СА-а због завере, (ликвидација Ернста Рема) показао висок степен немилосрдности. По његовом наређењу, у просторијама старе војне академије у Лихтерфелдеу у Берлину, стрељано је 43 наводна пучиста. Након обрачуна са СА, у децембру 1934. године, Хитлер је тајним декретом одредио Геринга за свог наследника. Првог дана рата, 1. септембра 1939. године Хитлер ће у говору одржаном у Рајхстагу јавно означити Геринга као свог наследника, а ово именовање ће писмено бити потврђено 29. јуна 1941. године.
Чак се и сам Геринг насмејао када му је судија Џексон на суђењу за ратне злочине пуно година касније рекао: „Геринг је своје дебеле прсте имао у свему“.
На сахрану краљу Александру Карађорђевићу је авионом из Берлина дошао и изасланик Немачке Херман Герниг. Његов венац је носио знак кукастог крста са натписом:  Једином храбром противнику. Немачка је тако достојно одала почаст своме бившем противнику. 

### Обнова Луфтвафе
Непосредно након доласка Хитлера на власт, Геринг је именован за Рајхскомесара задуженог за авијацију. Одмах по његовом именовању започела је убрзана обнова немачког ратног ваздухопловства Луфтвафе. Међутим, Геринг је поред ове обављао и низ важних политичких функција у земљи, због чега је посао обнове пао на његовог заменика, државног секретара Ерхарда Милха који је пре именовања на ову функцију био директор немачке ваздухопловне компаније Луфтханза. Користећи свој значајан политички утицај и Хитлерову наклоност Геринг је успевао да осигура примат у снабдевању ратног ваздухопловства на штету војске и морнарице, због чега је често долазио у сукоб са командантима ових родова војске.
Ерхард Милх је у тајности започео са обновом система обуке пилота. Основан је велики број пилотских школа, а немачка ваздухопловна компанија Луфтханза је коришћена као параван за обуку пилота. Немачка индустрија је први пут нако Првог светског рата добила велике наруџбине војних авиона. 1936. године у наоружање Луфтвафе улази друга генерација немачких борбених авона међу којима су ловачки авион Месершмит Ме 109, двомоторни ловац-разарач Месершмит Ме 110, као и бомбардери Дорнијер До 17, Хајнкел Хе 111 и Јункерс Ју 87. У августу 1936. године Луфтвафе по први пут ступа у акцију током Шпанског грађанског рата, у склопу војне подршке шпанским националистима под командом генерала Франка. У склопу Легије Кондор, на страни националиста борило се око 200 немачких борбених авиона. Захваљујући немачкој подршци, шпански националисти су убрзо остварили потпуну доминацију у ваздушном простору Шпаније.
Успеси Ерхарда Милха и његов све блискији однос са Хитлером угрозили су до тада неприкосновени положај Хермана Геринга као првог човека Луфтвафе. Реагујући на претњу, Геринг је у значајној мери ограничио Милхове надлежности, због чега је Милх изгубио директну контролу над штабом ваздухопловства као и над техничким и кадровским одсеком. Геринг је затим за шефа техничког одсека поставио свог старог пријатеља и ловачког аса из Првог светског рата са 62 признате ваздушне победе, Ернста Удета. Почетком 1939. године Геринг поставља Удета за шефа службе за набавке и снабдевање немачког ваздухопловства (Generalflugzeugmeister) са чином генералоберста. У фебруару 1939. године на место начелника штаба немачког ратног ваздухопловства постављен је генерал-мајор Ханс Јешонек. Јешонек није успео да успостави ефикасну комуникацију са Милхом и Удетом, а имао је проблема и са Герингом који је имао тенденцију да на све важније функције унутар Луфтвафе поставља своје пријатеље и који није имао поверења у Јешонека. У настојању да очува свој положај другог човека Рајха и првог човека Луфтвафе, Геринг је намерно отежавао комуникацију између својих блиских сарадника Милха, Удета и Јешонека што се значајно одразило на развој Луфтвафе, али и на њену борбену способност што се нарочито испољило по отпочињању Другог светског рата. Упркос свему Луфтвафе је 1. септембра 1939. године, на дан почетка Другог светског рата располагала са 3.650 савремених борбених авиона.

### Други светски рат

#### Напад на Пољску
Геринг, који је захваљујући својим доушницима знао да ће Енглеска и Француска подржати Пољску у случају рата, као и да Италија неће ступити у рат на страни Немачке, покушао је да одговори Хитлера од планираног напада на Пољску. На Герингову примедбу да играју на све или ништа Хитлер је одговорио: "Ја сам увек играо на све или ништа". Иако многобројна, немачка Луфтвафе је на дан почетка Другог светског рата располагала само са четири најмодернија средња бомбардера Јункерс Ју 88 док је пројектовање и производњу бомбардера великог домета Геринг лично одложио 29. априла 1937. год. Током немачког напада на Пољску, који је почео 1. септембра 1939. године када и Други светски рат, немачка Луфтвафе постигла је значајне успехе. У релативно кратком року уништено је малобројно пољско ратно ваздухопловство након чега је Луфтвафе наставила са пружањем подршку немачким трупама на земљи. Током битке за Варшаву Геринг је наредио жестоко неселективно бомбардовање града које је за последицу имало значајне цивилне жртве, а све у намери да покаже да је Луфтвафе имала пресудан утицај у немачкој победи. Упркос упорној одбрани пољских јединица које су браниле Варшаву, катастрофално стање цивилног становништва проузроковано константним бомбардовањем из ваздуха приморало је војне команданте да капитулирају.

#### Кампања на западу
Током немачке кампање на западу 14. маја 1940. године тешко је бомбардован Ротердам и том приликом је погинуло 900 људи и уништен је велики део старог градског језгра. Након овог бомбардовања Холандија је капитулирала. Током битке за Француску, Луфтвафе је у више наврата митраљирала и бомбардовала избегличке колоне. Када су се снаге Британског експедиционог корпуса и делови француских трупа нашли у окружењу код Денкерка, Геринг је уверио Хитлера који је због неопходног одмора зауставио напредовање оклопних јединица надомак Денкерка, да Луфтвафе може потпуно самостално да онемогући евакуацију британских и француских јединица. За уништење опкољених јединица у џепу код Денкерка Геринг је прикупио 500 ловаца и 300 бомбардера. Импресивна бројка, међутим радило се о ваздухопловним јединицама које су већ две недеље непрекидно биле ангажоване у борбама и које су већ биле на граници људских и техничких ресурса. Луфтвафе се изнад Денкерка по први пут озбиљно сукобила са британским РАФ и барем привремено изгубила превласт у ваздуху. Британци су, упркос значајним губицима, до 4. јуна успешно евакуисали 338.226 војника. Био је то први озбиљнији Герингов неуспех. Геринг који је у Првом светском рату командовао ловачком ескадрилом, није могао да схвати сву сложеност командовања ратним ваздухопловством на тактичком и стратегијском нивоу и у великој мери је преценио способности Луфтвафе.

#### Битка за Британију
После пораза Француске уследила је битка за Британију. 21. јула 1940. године Геринг је наредио да Луфтвафе систематски појача нападе на Енглеску.) Луфтвафе је добила задатак да припреми терен за инвазију тако што ће уништити британски РАФ, вршити нападе на бродске конвоје и бомбардовањем омекшати одбрану у зони инвазије. Ограничена дејства Луфтвафе трајала су све до 13. августа 1940. године или до "Дана орлова" (Adlertag) како га је Геринг назвао, када су отпочели масовни бомбардерски напади на Портланд и Саутхемптон као и на британске аеродроме у Хемпширу и Кенту. Масовни бомбардерски напади настављени су током целог августа и почетком септембра, све док серија британских бомбардерских напада на Берлин, у првој недељи септембра, није натерала Геринга да промени тактику. У знак одмазде, Геринг је наредио да се отпочне са масовним бомбардовањем Лондона. Лондон је први пут бомбардован 7. септембра 1940. год. Те вечери Геринг је самозадовољно известио: "Лондон је у пламену".
Захваљујући упорној и вешто вођеној британској одбрани, Луфтвафе је претрпела пораз у бици за Британију. Немачки губици су износили 1700 авиона док су Британци изгубили 915 авиона. Поред губитка у авионима, Луфтвафе је изгубила велики број искусних пилота који су углавном обарани изнад британске територије. Уколико би и успели да искоче, доспели би у британско заробљеништво, за разлику од британских пилота који би након искакања над својом територијом, могли да наставе са борбом (иако је РАФ током битке за Британију изгубио 915 авиона, губици у људству износили су 530 пилота). Због немогућности Луфтвафе да оствари превласт у ваздуху над Ламаншем, Хитлер је отказао операцију Морски лав. Неуспех у бици за Британију изазвао је нетрпељивост Хитлера према свом старом ратном другу, која је само још више била појачања чињеницом да је Геринг током битке отишао у лов у Роминтер Хајде, као и да га је од командовања више занимао лов на скупоцена уметничка дела којих је у музејима и приватним збиркама у Француској било на претек.

#### Напад на СССР
Упркос томе што је почео да губи углед у Хитлеровим очима, Геринг је на војној конференцији одржаној 4. новембра 1940. године, на којој је Хитлер обавестио три врховна команданта Вермахта о намери да нападне Совјетски Савез, покушао да га одговори од ове намере. Геринг је истакао да би, уколико уследи напад на Совјетски Савез, Немачка водила рат на два фронта и подсетио је Хитлера да је то био један од главних узрока пораза Немачког царства у Првом светском рату. Такође је упозорио Хитлера и на могућност рата са САД као и на то да је прво неопходно добити рад на западу. Међутим, Хитлер се оглушио о Герингова упозорења и пет недеља касније 18. децембра 1940. године потписао је директиву бр. 21 за почетак операције Барбароса, односно напад на СССР.
Дана 22. јуна 1941. године нацистичка Немачка је напала СССР. У првом налету немачких авиона на руске војне аеродроме око 1.200 руских авиона уништено је на земљи. Луфтвафе је имала одрешене руке у ваздуху и преусмерила је своје активности на подршку трупама на земљи. Упркос томе што је био против напада на СССР, Геринг је здушно учествовао у руковођењу ратним операцијама, али се као повереник за четворогодишњи план и шеф економског штаба Исток бавио и проблемима администрирања окупираних подручја. По његовој наредби велики број руских цивила послат је на принудни рад у Немачку док су руски војни заробљеници стрељани без претходног судског поступка. У Бјаловешкој шуми је стотину села сравњено са земљом како би се ова прашума на граници Пољске и Белорусије претворила у ловиште. 31. јула 1941. године, по Хитлеровој наредби, опуномоћио је СС-обергрупенфирера Рајнхарда Хајдриха да "предузме све потребе припреме за укупно решење јеврејског питања на европским подручјима под немачким утицајем. 

### Смена и хапшење по Хитлеровом наређењу
Геринг се последњи пут сусрео са Адолфом Хитлером, 20. априла 1945. године, у Фиреровом бункеру у Берлину. Приликом тог сусрета, Геринг је заједно са осталим припадницима најужег фиреровог круга покушао да наговори Хитлера да напусти Берлин. Хитлер овај предлог није нити одбио, нити прихватио. Након овог састанка Геринг је, у вечерњим часовима напустио Берлина и отишао за Оберсалцберг.
На редовној конференцији са војним саветницима, која је одржана у Фиреровом бункеру, 22. априла, Хитлер је након лоших вести са фронта, у нападу беса изјавио да остаје у Берлину без обзира на све, и да ће ту дочекати крај, кад дође. Након конференције Јодл и Кајтел су поново покушали да убеде Хитлера да се повуче на југ. Разговор који је уследио, Хитлер је завршио речима: "Ако сад постоји питање преговора, Геринг их може водити боље од мене." О детаљима овог састанка Геринга је на Оберсалцбергу известио његов шеф штаба генерал Колер, који је Фиреров бункер напустио 23. априла 1945. год.
Геринг је на основу Колеровог извештаја закључио да је Хитлер дао оставку и да је сва овлашћења пренео на њега. Истог дана послао је телеграм Хитлеру у којем тражи његову сагласност да преузме вођство над Трећим рајхом. У свом телеграму Геринг затим каже: "Уколико не примим одговор до вечерас, до десет сати, сматраћу да ми је то одобрено, а да сте ви изгубили своју слободу акције". Додатне телеграме у којима образлаже свој поступак Геринг је послао Кајтелу, Рибентропу и Фон Белову. Овакав Герингов поступак Хитлер је окарактерисао као издају. У одговору, чији је текст сачинио Борман, а Хитлер одобрио Герингу је предочено да је починио издају и да је за то дело предвиђена смртна казна, али да ће му због ранијих заслуга живот бити поштеђен, под условом да одмах поднесе оставку на све своје функције. У другом телеграму, који је Борман послао на Оберсалцберг, наређено је СС оберштурмбанфирерима Франку и Бредову да ухапсе Геринга због издаје, што су и учинили, недуго након поноћи. Сутрадан је из Берлина објављена вест да је Геринг, из здравствених разлога, дао оставку на све своје функције.

### Заробљавање и суђење
Крај је дошао пет година касније. Херман Геринг био је ухваћен од стране савезничких трупа непосредно пре капитулације. Велики Рајхсмаршал, обожаватељ уметнина и накита, (један од хобија било му је пљачкање умјетничких дела из поробљених земаља и стварање властите грандиозне колекције), немојмо заборавити да је био и наркоман (зависник од морфијума којег су му морали давати и у затвору) остао је сам у невеликој влажној ћелији Нирнбершког затвора, чекао је своју пресуду.
Дана 1. октобра 1946. године проглашен је кривим по свим тачкама за ратне злочине и осуђен на смрт вешањем. У тренутку када је осуђен на смрт, скинуо је своје слушалице и у потпуној тишини одмарширао из суднице. Након 19 дана пошто му је одбијена молба да буде стрељан, прегризао је капсулу цијанида коју је скривао у својој ћелији.
Геринг је умро 15. октобра 1946.